# Everything's Fine (álbum)
Everything's Fine es un álbum de estudio colaborativo de los raperos estadounidenses Jean Grae y Quelle Chris. Fue lanzado a través de Mello Music Group el 30 de marzo de 2018. El álbum de quince pistas presenta apariciones especiales de artistas como Your Old Droog, Denmark Vessey, Ashok Kondabolu y los comediantes Hannibal Buress, Nick Offerman, Michael Che y John Hodgman, entre otros.
Ha sido descrito como un álbum satírico y los críticos notaron su uso del humor negro. Los temas principales del álbum son la complacencia y los estereotipos. Recibe influencias de muchos géneros musicales, incluidos el jazz y el dream pop.

## Antecedentes
Everything's Fine se anunció el 23 de enero de 2018 y se lanzará el 30 de marzo. Junto con el anuncio, se lanzó el primer sencillo "Ohsh", que presenta al cómico Hannibal Buress.Hannibal Buress.
Jean Grae y Quelle Chris habían trabajado juntos en varios proyectos antes de Everything's Fine, incluida la serie That's Not How That Works de Grae. El 3 de diciembre de 2017, Quelle Chris anunció en Twitter: "¡Le acabo de proponer matrimonio a [Jean Grae] y ella dijo que sí!". Cuando se les preguntó por qué eligieron trabajar juntos en el álbum, Chris le dijo a Uproxx: "Estamos juntos todo el tiempo de todos modos, así que no es como si tuvieras que establecer tiempos para vincularte o algo así. Es como, '¡Oh, hagamos un álbum!'"
Al explicar el título, Grae dice: "A medida que envejeces, tiende a ser una respuesta que das cada vez más sin darte cuenta de que lo estás haciendo. Piensas, 'Todo está bien', pero el narrador en tu cabeza es como, 'No todo estaba bien'".
Chris declaró con respecto al tema del álbum: "Tenemos un [gilipollas] como presidente, y ante nuestros ojos, los derechos de identidad racial, religiosa y sexual están retrocediendo. El dinero sigue siendo una cosa (estoy esperando la vida de Star Trek para comenzar). Hay guerra, sus hijos pueden estar enfermos, pero si alguien pregunta al azar '¿cómo te va?' la mayoría de la gente dirá 'bien'".
Chris dirigió el video del sencillo "Zero", en el que aprendió a codificar videojuegos para crear un estilo retro auténtico. Jean dirigió el video del sencillo "Gold, Purple, Orange".

## Lista de canciones
Créditos adaptados de Bandcamp y Discogs.

| N.º | Título                                                   | Productor(es) | Duración |  |
| 1.  | «Everything's Fine»                                      | Jean Grae     | 1:07     |  |
| 2.  | «My Contribution to This Scam»                           | Quelle Chris  | 4:42     |  |
| 3.  | «Ohsh» (con Hannibal Buress)                             | Quelle Chris  | 4:31     |  |
| 4.  | «House Call» (con Big Tone, Anna Wise, y Jonathan Hoard) | Quelle Chris  | 3:17     |  |
| 5.  | «Don't Worry It's Fine» (con John Hodgman y Michael Che) | Quelle Chris  | 0:50     |  |
| 6.  | «Gold Purple Orange»                                     | Quelle Chris  | 5:00     |  |
| 7.  | «Peacock»                                                | Jean Grae     | 3:16     |  |
| 8.  | «Doing Better Than Ever» (con Ashok Kondabolu)           | Quelle Chris  | 2:07     |  |
| 9.  | «The Smoking Man» (con Denmark Vessey)                   | Quelle Chris  | 3:53     |  |
| 10. | «Breakfast of Champions»                                 | Quelle Chris  | 3:14     |  |
| 11. | «Scoop of Dirt» (con Your Old Droog)                     | Quelle Chris  | 4:03     |  |
| 12. | «Zero»                                                   | Quelle Chris  | 4:45     |  |
| 13. | «Everything's Still Fine» (con Nick Offerman)            | Quelle Chris  | 2:12     |  |
| 14. | «Waiting for the Moon» (con Mosel y Anna Wise)           | Quelle Chris  | 5:29     |  |
| 15. | «River» (con Anna Wise)                                  | Jean Grae     | 6:56     |  |